# エムズエンタープライズ
有限会社エムズエンタープライズ(M's enterprise)は、東京都渋谷区に事務所を置くテレビ・ラジオ番組の企画制作、イベントの企画制作や俳優・アーティスト・タレントのマネージメントを行っている芸能事務所。代表取締役はジャニーズ事務所でシブがき隊を担当していた和田勝。

## 所在地
- 事務所：〒150-0022 東京都渋谷区恵比寿南1-11-9 エビス南ビル408

## 所属俳優・タレント
- 櫻井淳子
- 加瀬信行
- 新井みずか
- 福澤重文
- あいだあい
- 白井琥珀
- 相馬有紀実
- 杉浦幸（業務提携）

### 過去の俳優・タレント
- 布川敏和
- 前田耕陽
- 伊藤智恵理
- 長江健次
- 宮沢麻衣
- 米沢瑠美（元AKB48）
- 湯江タケユキ
- 金山一彦
- 菊池健一郎
- ふくまつみ
- 鈴木美恵
- 佐藤恭子
- SATSUKI
- 橋本耀（元AKB48）
- 山本文香